# ケイトリン・デューイ・レインウォーター
ケイトリン・デューイ・レインウォーター（Caitlin Dewey Rainwater、1989年8月15日 - ）は、アメリカ合衆国のジャーナリスト。ケイトリン・デューイという名前でも知られ、ワシントン・ポストに所属していた。
彼女はシラキュース大学のニューハウススクールを卒業し、『ニューヨーク・タイムズ』の2012年度の大学エッセイコンテストで優勝した。